# Vester Broby Kirke
Vester Broby Kirke ligger i Vester Broby Sogn, Sorø kommune, Region Sjælland, Roskilde Stift.
Før 1970 lå den i Alsted Herred, Sorø Amt.
Apsis, kor og den østlige del af skibet stammer fra romansk tid. I gotisk tid blev skibet forlænget mod vest, til denne forlængelse blev genanvendt kampesten suppleret med munkesten, samtidig blev de to døre flyttet mod vest. Tårn, kapeller og sakristi mod nord samt våbenhus mod syd stammer fra sengotisk tid. Den romanske del af kirken er bygget af rå og kløvet kamp med hjørnekvadre, fortrinsvis af kridtsten. Østvinduet i apsis er blændet og er omsat med munkesten i 1300-tallet. Et romansk vindue kan anes i skibets nordmur, desuden ses svage rester af den romanske syddør.
Halvkuppelhvælvet i apsis og den romanske korbue med skråkantede kragsten af faksekalk er bevaret. Samtidig med skibets vestforlængelse i 1300-tallet fik skibet indbygget krydshvælv, korets krydshvælv er muligvis indbygget lidt tidligere. Øverst i krydshvælvene er skåret små mandshoveder. I 1914-16 blev kirkens kalkmalerier afdækket og restaureret af E. Rothe. På alteret står nu et nyt krucifiks af egetræ, den gamle altertavle fra 1635 hænger i det vestlige nordkapel. Prædikestolen er fra 1875. Døbefonten er en romansk granitfont med tovstave om munding og ved overgangen til foden, som er ny. Kalkmalerierne i apsis dateres til slutningen af 1100-tallet og har træk fra både Jørlunde-værkstedet og Finja-værkstedet, muligvis har mesteren været elev på et af disse værksteder.
I korbuen ses fragmenter af to bispehelgener, disse kalkmalerier dateres til omkring 1175, samtidig med apsisudsmykningen. Kalkmalerierne på væggen i skibets første fag dateres til omkring 1325, her ses rester af en frise, formodentlig udført før hvælvene blev indbygget. Kalkmalerierne i østvinduet og i hvælvene samt på sydvæggen i skibets tredje fag knytter sig til Tirsted-værkstedets forfinede stil og dateres til 1375-1400.
I korhvælvet ses Syndefaldet, Uddrivelsen, Kristus himmelfart og Marias himmelkroning. Marias himmelkroning er modstillet Syndefaldet, hvilket kunne symbolisere, at Maria udsoner Evas synd. Ligeledes er Himmelfarten modstillet Uddrivelsen, hvilket kunne symbolisere, at Kristus genåbner Paradiset for menneskeheden.
Hvælvet i skibets første fag er udsmykket med skabelsesmedaljoner. Motiverne er, Gud skaber dyrene, Gud skaber Eva, Gud skaber planterne samt Gud skaber sol og måne. I Hamburger Kunsthalle ses en altertavle som oprindelig stod i Sankt Petri Kirche og som er udført af Mester Bertram omkring 1380. På denne tavle ses skabelsesmedaljoner som kan minde om stilen i Vester Broby Kirke, måske findes et fælles forlæg. Skabelsen i medaljoner hentyder til, at skabelsen foregår i kosmos (:cirkel), denne fremstilling ses ofte på samtidige tekstiler. De tre engle i Skabelsen af planter kan muligvis symbolisere Treenigheden, ifølge Cotton Genesis blev engle ikke skabt, de var med ved Skabelsen.
Kalkmalerierne i skibets andet fag har dekorationer med ranker, der ender i klokkeblomster og skabelonrosetter. I øst og vestkappen ses Forfængeligheden og Døden samt Manden i træet, to såkaldte Memento Mori (:husk du skal dø), menigheden skal mindes om, at de ikke skal fortabe sig i det daglige men forberede sig på døden og Dommedag.